# Ceinture du Mozambique

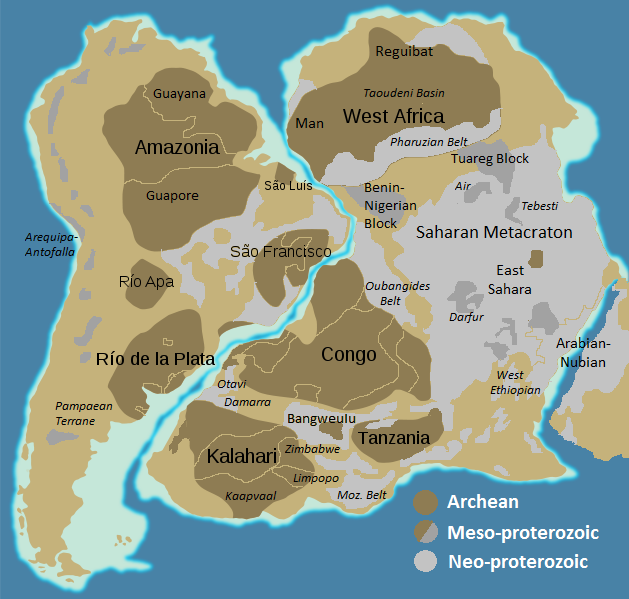
Cratons majeurs du Gondwana ; l'orogenèse panafricaine figure en gris.

La ceinture du Mozambique est une bande de la croûte terreste qui s'étend de l'Antarctique oriental jusqu'au bouclier arabo-nubien à travers l'Afrique de l'Est. Elle s'est formée en tant que suture entre plaques durant l'orogenèse panafricaine lorsque le continent du Gondwana s'est constitué.
Elle englobe des composantes créées lorsque l'océan du Mozambique s'est ouvert et d'autres créées à l'occasion de sa fermeture ultérieure.

## Composition
La partie occidentale de la ceinture du Mozambique est majoritairement composée de gneiss-amphibolite, des roches modifiées issues du craton de Tanzanie et de la ceinture d'Usagaran, mises en place entre 2,97 et 2,648 Ga. La partie orientale est faite de roches datant d'entre 841 et 632 millions d'années.
Ses deux terranes comprennent des roches métasédimentaires.
Ces différences peuvent indiquer des origines situées dans deux bassins différents, les roches du bassin oriental auraient été repoussées au-dessus de celles du bassin occidental lors de la fermeture de l'océan du Mozambique, il y a entre 585 et 550 millions d'années auparavant.

## Formation
La plupart des géologues considèrent que l'océan du Mozambique se forme à l'occasion de la fracturation du continent Rodinia il y a 800 à 700 Ma, laquelle s'accompagne d'une activité volcanique. Le magma de cette période se retrouve en Afrique de l'Est et à Madagascar, mais pas dans la partie méridionale de la ceinture du Mozambique. L'océan sépare probablement le craton du Kalahari du craton combiné formé par la réunion du craton du Congo et du craton de Tanzanie, et il séparait le bloc indo-malgache du bloc congo-tanzanien. L'océan commence à se fermer entre ces deux blocs entre 700 et 580 Ma, la fermeture étant effective vers 600 ou 500 Ma avant nos jours.
Les roches exposées au Kenya et en Tanzanie comprennent des sédiments de rift et des métasédiments des marges passives du Néoprotérozoïque ancien. Elle comprennent aussi du matériel crustal modifié issu du craton de Tanzanie. À une époque, on pensait que la ceinture était issue de la collision du Gondwana oriental et du Gondwana occidental. Selon une théorie plus récente, le Gondwana s'est formé durant une période prolongée à partir de l'accrétion de terranes distincts.
Les roches de la ceinture du Mozambique se sont formées à partir d'un magma de sous-plaque durant une période de séjour dans la croûte moyenne inférieure suivie, entre 640 et 620 Ma, d'un refroidissement. Les roches émergent il y a 500 Ma. Les niveaux les plus profonds s'élèvent lors de la fermeture de l'océan du Mozambique et les niveaux restants de l'arc crustal supérieur sont éliminés par l'érosion.